# Francisco Israel Rivera
Francisco Israel Rivera Dávalos, noto semplicemente come Francisco Rivera (San Luis Potosí, 23 settembre 1994), è un calciatore messicano, centrocampista del Persebaya Surabaya.

## Caratteristiche tecniche
È un centrocampista offensivo.

## Carriera
Cresciuto nel settore giovanile dell'América, ha esordito in prima squadra il 2 agosto 2014 disputando l'incontro di CONCACAF Champions League vinto 6-1 contro il Bayamón.
Fra il 2014 ed il 2016 ha disputato 6 incontri nella massima competizione internazionale dell'America centrale.

## Palmarès

### Club

#### Competizioni internazionali
- CONCACAF Champions League: 1

América: 2015-2016